# Kalasiszcza
Kalasiszcza (biał. Калясішча; ros. Колесище, pol. hist. Kolesiszcze) – wieś na Białorusi, w obwodzie mohylewskim, w rejonie mohylewskim, w sielsowiecie Mastok, nad Dnieprem.
W XIX w. wieś i folwark będące własnością Żukowskich. Do 1917 położona była w Rosji, w guberni mohylewskiej, w powiecie horeckim. Następnie w granicach Związku Sowieckiego. Od 1991 w niepodległej Białorusi.